# Palazzo Moroni
Palazzo Moroni si trova a Bergamo in via Porta Dipinta 12. Conserva al suo interno una ricca collezione di oggetti nonché dipinti di Giovan Battista Moroni, Bernardino Luini, Cesare Tallone, che sono il patrimonio artistico della famiglia dei conti Moroni gestito dalla Fondazione Museo del Palazzo Moroni ricevuto come dono dal conte Antonio dopo la sua morte del 2009. Dal 2020 fa parte dei beni del FAI.

## Storia
I Moroni furono un'importante famiglia di Albino arricchitasi nel Quattrocento grazie alla capacità sia militare sia ingegneristica di alcuni suoi personaggi e dal Seicento con la coltivazione del gelso, e l'allevamento del baco da seta, indispensabili per la produzione tessile del territorio. L'albero del gelso compare nel blasone della famiglia. La pianta nel dialetto locale viene detta murù e da questo nacque il cognome Moroni. I Moroni si trasferirono poi a Bergamo nella parte alta della città in un palazzo di via Torre del Gombito. Nel 1798 allo stemma venne aggiunta l'aquila imperiale dopo che il duca di Sassonia Weimar conferì il titolo di conte ad Antonio Moroni.
L'edificio fu costruito per volontà di Francesco Moroni nel Seicento dopo il suo matrimonio con Lucrezia Roncalli avvenuto nel 1631, dal quale nacquero molti figli, sul territorio acquistato dalla famiglia Pesenti in quella che era indicata come via Porta Penta.  Fu realizzato nell'arco di trent'anni dal 1636 al 1666 per opera di Battista della Giovanna, e non presentava esternamente, alla sua costruzione, particolari di pregio architettonico, che erano invece di pregio nella parte interna. La decorazione del palazzo fu affidata al cremasco Gian Giacomo Barbelli nel 1649. Questi realizzò gli affreschi seguendo le indicazioni del committente e del priore del convento di Sant'Agostino Donato Calvi come risulta dal suo scritto del 1655 Le Misteriose pitture di palazzo Moroni spiegate dall'anziano Accademico Donato Calvi vice Principe dell'Accademia degli Eccitati.
La ristrutturazione eseguita nella metà dell'Ottocento, gli ha conferito l'aspetto che conserva. Proprio per questa grande revisione fu acquistato il palazzo Marenzi che si trovava sul lato opposto della via nel 1878 e che venne completamente distrutto per dare luce e vista panoramica alle aperture del primo piano.

## Descrizione

### Ingresso
Il palazzo non venne costruito con la facciata principale rivolta verso via Porta Dipinta. Per questo la facciata si presenta in forma molto sobria, e con il portale asimmetrico, questo perché a causa de palazzo Marenzi che ne precludeva una giusta visualità. Il grande portone d'ingresso conduce a un cortile interno perfettamente prospettico dove è presente nel centro del grande muro in bugnato, in una nicchia la statua di Nettuno, il tutto opera seicentesca di Lorenzo Redi. Il muro è terminante con la balaustra in pietra ornata di anfore che delimita il grande parco del palazzo che si estende fino al colle di Sant'Eufemia. L'androne che si affaccia sul cortile interno un tempo conservava un affresco raffigurante un putto che reggeva una bilancia con la scritta Aequa lance librandum.

### Interno

#### Scalone

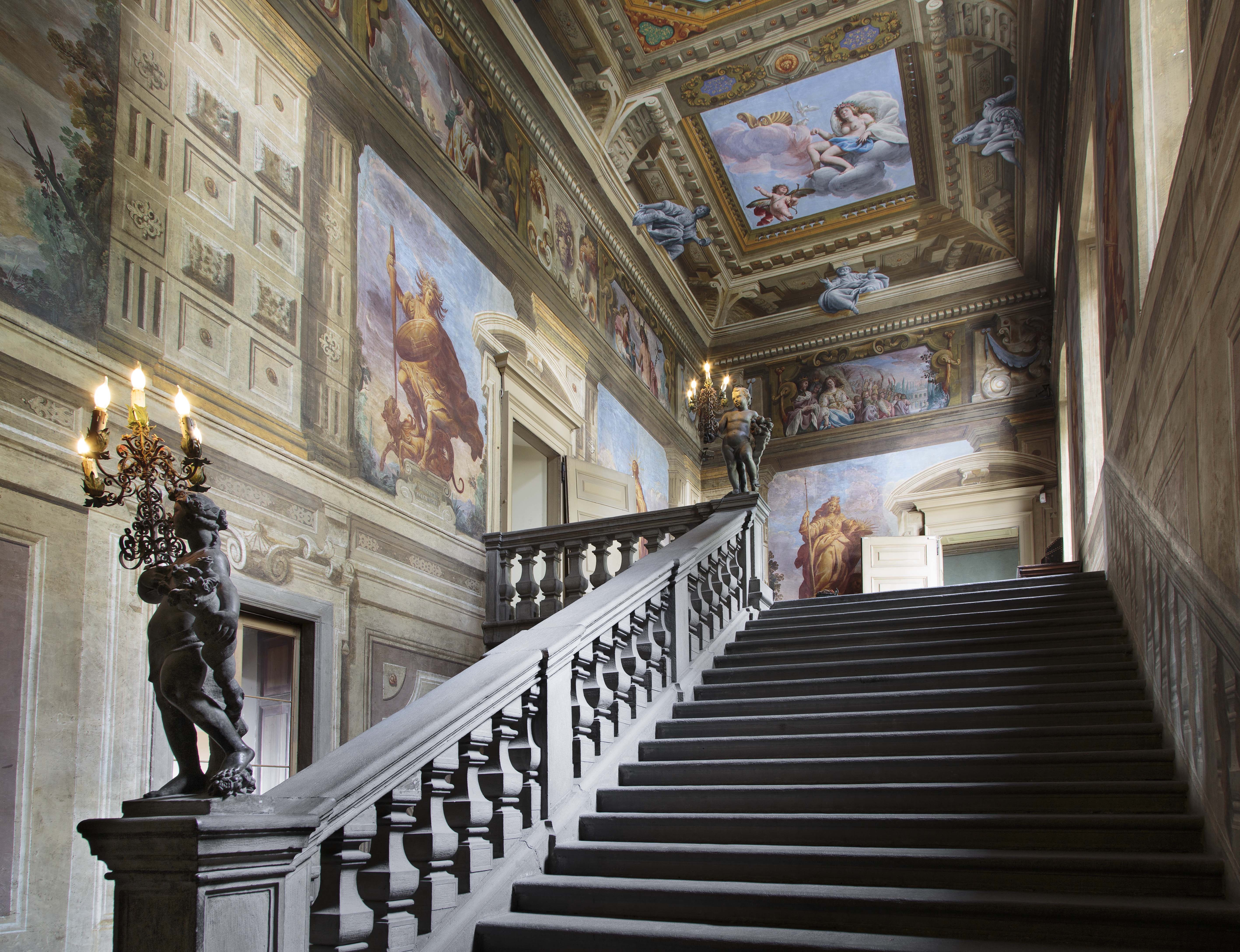
Lo scalone d'onore

A destra dell'androne si accede all'ampio scalone d'onore a due rampe che accompagna al mezzanino, e al primo piano.
La scala principale del Palazzo oltre la maestà che dal sito, positura, ampiezza, disposizione leggiadria, & agiatezza riceue, tutta si vede dall'alto al basso con nobilissimi fregi, cornici, siri et paese, statue, & misteriosi simboli ricoperta, fatta perciò di scala alla salita de' corpi destinata, scala per cui la mente alla loggia de gli applausi, col passo dell0amniratione s'inalza
Lo spazio presenta i grandi affreschi inseriti nei riquadri realizzati dal quadrista Giovanni Battista Azzola, come risulta da un pagamento conservato nell'archivio di nel 1648 di L. 1048, opere di Gian Giacomo Barbelli che raffigurano allegorie e nove personaggi, come la Nobiltà, la Santità l'Antichità, la Sapienza, la Dignità, il Valore e la Fortuna che vogliono celebrare le virtù della famiglia. Nove sono le statue bronzee poste sulla balaustre e riportano sul basamento la scritta il motto che le rappresenta.

Il soffitto conserva tre dipinti raffiguranti le vicende di Amore e Psiche come celebrazione dell'ascesa sociale della famiglia nella città di Bergamo.

#### Mezzanino
Questo ambiente che doveva essere di servizio, conserva un locale voltato e affrescato nel Settecento da Paolo Vincenzo Bonomini che presenta sulle pareti una balaustra con vasi e putti inseriti in un lussureggiante paesaggio.

#### Le sale
Le sale prendono il nome dagli affreschi seicenteschi che ne decorano i soffitti. La sala dell'Età dell'Oro detta anche sala delle stagioni presenta sul soffitto l'affresco raffigurante Saturno circondato da quattro personaggi che rappresentano: Pace, Abbondanza, Semplicità e Allegrezza. La sala conserva i dipinti del Moroni e quella cinquecentesca del bergamasco Andrea Previtali. La sala detta la Caduta dei Giganti ha il grande dipinto di Giove che colpisce con i fulmini i colossi. Questo dipinto, molto plastico, colpisce l'osservatore dandogli la sensazione di reale caduta dall'alto dei colossi attratti dalla forza gravitazionale della Terra. Il dipinto è opera del Barbelli e le quadrature di Domenico Ghislandi dell'Apoteosi d'Ercole e infine della Gerusalemme Liberata dedicata a Torquato Tasso. Il soffitto di questa sala è stato affrescato in modo che dia l'illusione ottica di avere un'altezza maggiore di quella reale. Gli affreschi sul soffitto raffigurano l'arcangelo Gabriele comandato da Dio a informare Goffredo della sua missione sulla Terra, e l'annunzio fatto dall'arcangelo a Goffredo. I dipinti proseguono sul fregio della parete con il prosieguo della storia e con la raffigurazione delle quattro figure femminili che rappresentano la Fede, la Fatica, la Bravura e la Vittoria. Vi sono inoltre raffigurati il Giubili, il Disprezzo, lo Zelo e il Consiglio. Mentre ai quattro angoli sono riprodotti gli stemmi della famiglia.
Le sale private del palazzo sono invece risalenti al restauro ottocentesco. Presentano bassorilievi eseguiti con la tecnica del trompe-l'œil, e dipinti dai colori più intensi che portano a ambienti esotici come il salottino cinese o la sala turca, e la sala rosa. La sala gialla ha il soffitto a volta e presenta dipinti raffiguranti le arti in genere, come la musica, la pittura e il teatro. Un fregio dai colori chiaro scuri che attraversa per tutto l'ambiente, raffigura scene di differente genere. La sala conserva due preziosi vasi cinesi risalenti al XVIII secolo e un dipinto di paesaggio ottocentesco di Julius Lange, acquistato dall'accademia di Brera. Questi ambienti furono dipinti da Antonio Moroni nel 1835. La sala cinese conserva medaglioni affrescati sul soffitto ricurvo e il mobilio laccato francese e la tappezzeria rosa.
Le sale conservano anche ceramiche provenienti da Capodiponte, Meissen, Wedgwood e Sèvres.

### Giardino
Il giardino si sviluppa su quattro terrazzamenti seicenteschi che partendo dalla balaustra che è posta sopra il muro del giardinetto interno all'ingresso del palazzo e da una parte definita ortaglia che nell'Ottocento era la parte produttiva del parco. 

Il primo terrazzamento si presenta nella forma tipica dei giardini all'italiana. Al secondo livello si accede da una gradinata posta tra due muri di contenimento e presentano piantagioni di biancospino, rose e iris. La scalinata prosegue ornata di putti e vasi in pietra fino al terzo livello, dove vi sono sei piante di tasso potate a varie forme, e una pianta di olmo, nonché diverse piante acquatiche autoctone. Il giardino si termina con la torretta detta di san Benedetto costruita nel Quattrocento e detta anche pensatoio del conte che si collega con le proprietà della Rocca. La proprietà prosegue con il grande parco dove sono coltivate piante di gelso, di ciliegio.

## Patrimonio artistico e archivio cartaceo

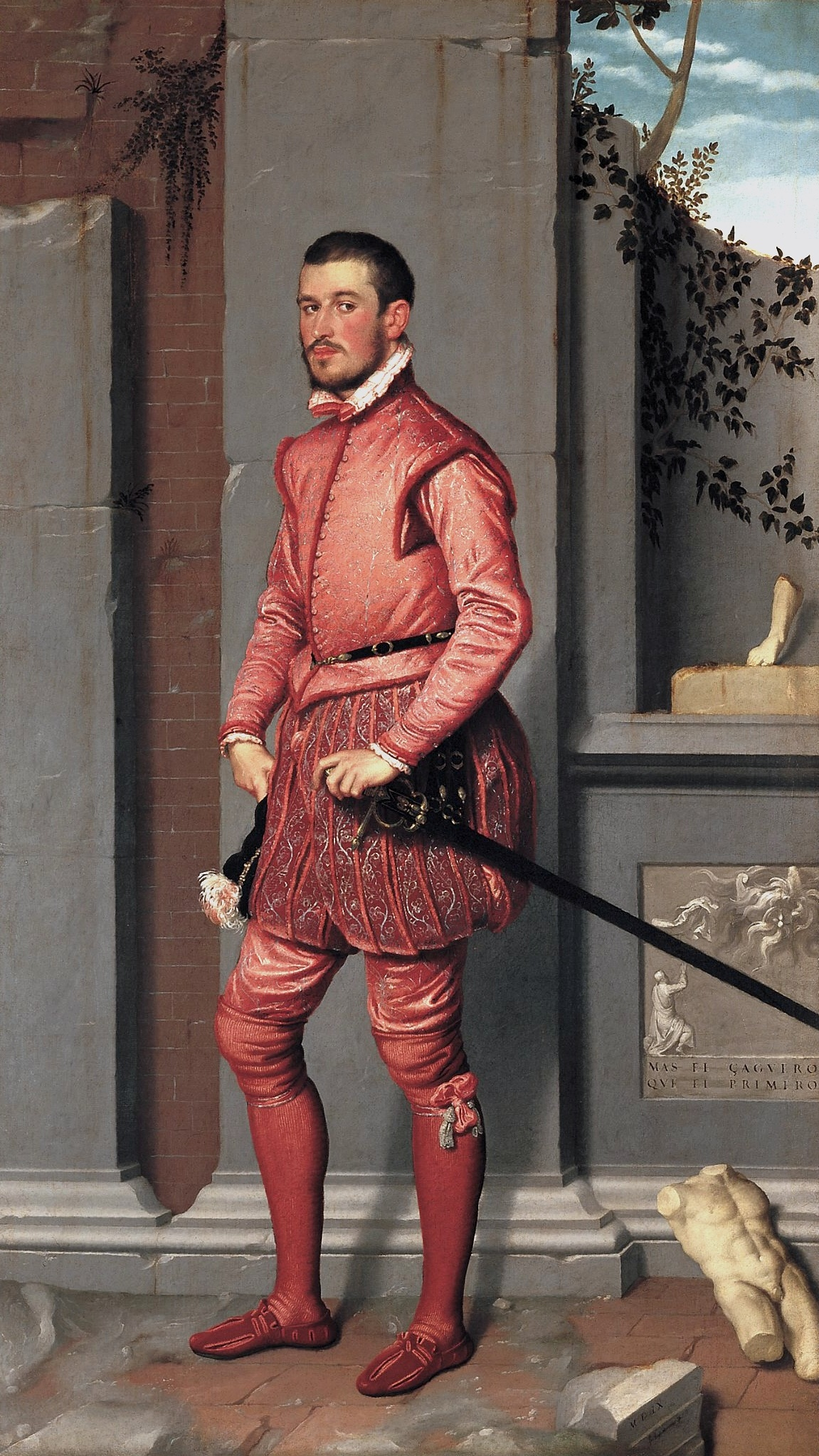
Giovan Battista Moroni, Cavaliere in rosa

Tra le opere di maggior rilievo e anche di più grande fama ci sono i dipinti di Giovan Battista Moroni: il Cavaliere in rosa, Ritratto di Isotta Brembati e Ritratto di donna anziana seduta, che furono acquistati da Pietro Moroni nel 1817 da Marcantonio Fermo Grumelli. Il Cavaliere in rosa, fu usato molte volte come soggetto per mostre del Seicento lombardo proprio per questa sua caratteristica tipica di fenotipo lombardo, tra i dipinti più conosciuti del Moroni. Del Giampietrino una Maddalena penitente e del Previtali Ritratto di famiglia raffigurante Giovannino di Bertolino Casotti abitante palazzo Cassotti in via Pignolo.
Il palazzo conserva opere di pregio, non solo quadri ma anche arredi, sculture, suppellettili, nonché una ricca documentazione cartacea che racconta la storia della famiglia e del palazzo, conservata in faldoni nel primo piano del fabbricato, che sono anche testimonianza della storia cittadina. Alcuni di questi documenti risalgono al XIV secolo. In particolare vi sono conservate interessanti lettere del cardinale Giuseppe Alessandro Furietti, la cui sorella aveva sposato un appartenente della famiglia. Tra i documenti vi è la raccolta dei documenti che testimonierebbero quello che fu il primo divorzio della storia di Bergamo e non solo. Il matrimonio tra una giovane della famiglia Moroni e uno della famiglia Benaglio che viveva nella vicinanze. Il matrimonio era stato sicuramente concordato e non fu certo un matrimonio d'amore. Pare che la giovane venne rimandata alla famiglia d'origine perché i Moroni non avevano adempiuto al versamento della dote nella cifra precedentemente concordata. La questione fu considerata un affronto a tutta la famiglia. Le discordie con il vicinato non erano certo mancate nei secoli, pare che i Marenzi avessero costruito il palazzo che stava di fronte e che fu distrutto per dare luce ai primi piani del fabbricato, fu edificato proprio conseguente a dissidi tra questi che erano imparentati con i Benaglio e i Moroni.